# Liste von Terroranschlägen in Guatemala
Die Liste von Terroranschlägen in Guatemala beinhaltet eine Übersicht über in Guatemala verübte Terroranschläge.

## Erläuterung
In der Spalte Politische Ausrichtung ist die politische bzw. weltanschauliche Einordnung der Täter angegeben: faschistisch, rassistisch, nationalistisch, nationalsozialistisch, sozialistisch, kommunistisch, antiimperialistisch, islamistisch (schiitisch, sunnitisch, deobandisch, salafistisch, wahhabitisch), hinduistisch. Bei vorrangig auf staatliche Unabhängigkeit oder Autonomie zielender Ausrichtung ist autonomistisch vorangestellt, gefolgt von der Region oder der Volksgruppe und ggf. weiteren Merkmalen der Täter: armenisch, irisch (katholisch), kurdisch, tirolisch, tschetschenisch, dagestanisch, punjabisch (sikhistisch), palästinensisch.
Die Opferzahlen der Anschläge werden farbig dargestellt:

## 1980
| Datum/Beginn       | Ort             | Artikel/Quelle(n) | Täter     | Politische Ausrichtung                  | Mittel                      | Ziel                | Tote | Verletzte | Hintergrund                   |
| ------------------ | --------------- | ----------------- | --------- | --------------------------------------- | --------------------------- | ------------------- | ---- | --------- | ----------------------------- |
| 31. Januar 1980    | Guatemala-Stadt | [ 1 ]             |           |                                         | Geiselnahme, Brandstiftung  | Spanische Botschaft | 37   |           | Guatemaltekischer Bürgerkrieg |
| 28. Juli 1980      | San Juan Cotzal | [ 2 ]             | EGP       | kommunistisch, marxistisch-leninistisch | Automatische Schusswaffe(n) | Militäreinheit      | 32   | 6         | Guatemaltekischer Bürgerkrieg |
| 05. September 1980 | Guatemala-Stadt | [ 3 ]             | Guerillas | linksextremistisch                      | Sprengstoff                 | Regierungsbüro      | 8    | 80        | Guatemaltekischer Bürgerkrieg |

## 1981
| Datum/Beginn       | Ort           | Artikel/Quelle(n) | Täter | Politische Ausrichtung                  | Mittel                      | Ziel           | Tote | Verletzte | Hintergrund                   |
| ------------------ | ------------- | ----------------- | ----- | --------------------------------------- | --------------------------- | -------------- | ---- | --------- | ----------------------------- |
| 11. April 1981     | Chimaltenango | [ 4 ]             |       |                                         | Automatische Schusswaffe(n) | Bauern         | 24   | 0         | Guatemaltekischer Bürgerkrieg |
| 14. April 1981     | Quiché        | [ 5 ]             |       |                                         | Automatische Schusswaffe(n) | Militäreinheit | 29   | 0         | Guatemaltekischer Bürgerkrieg |
| 01. Juni 1981      | Huehuetenango | [ 6 ]             |       |                                         | Automatische Schusswaffe(n) | Häuser         | 36   | 5         | Guatemaltekischer Bürgerkrieg |
| 12. Juli 1981      | Petén         | [ 7 ]             |       |                                         | Automatische Schusswaffe(n) | Militäreinheit | 24   | 0         | Guatemaltekischer Bürgerkrieg |
| 19. Juli 1981      | Huehuetenango | [ 8 ]             |       |                                         | Automatische Schusswaffe(n) | Militäreinheit | 25   | 0         | Guatemaltekischer Bürgerkrieg |
| 12. August 1981    | Quiché        | [ 9 ]             |       |                                         | Automatische Schusswaffe(n) | Militärkonvoi  | 35   | 0         | Guatemaltekischer Bürgerkrieg |
| 27. August 1981    | Quiché        | [ 10 ]            | EGP   | kommunistisch, marxistisch-leninistisch | Automatische Schusswaffe(n) | Militärkonvoi  | 34   | 0         | Guatemaltekischer Bürgerkrieg |
| 13. September 1981 | Chimaltenango | [ 11 ]            |       |                                         | Pistole(n)                  | Bauern         | 32   | 0         | Guatemaltekischer Bürgerkrieg |
| 27. September 1981 | Baja Verapaz  | [ 12 ]            |       |                                         | Pistole(n)                  | Bauern         | 31   | 0         | Guatemaltekischer Bürgerkrieg |
| 27. September 1981 | Quiché        | [ 13 ]            |       |                                         | Pistole(n)                  | Bauern         | 24   | 0         | Guatemaltekischer Bürgerkrieg |
| 29. September 1981 | Chiquimula    | [ 14 ]            |       |                                         | Automatische Schusswaffe(n) | Militäreinheit | 30   | 0         | Guatemaltekischer Bürgerkrieg |
| 29. September 1981 | Baja Verapaz  | [ 15 ]            |       |                                         | Automatische Schusswaffe(n) | Dorf           | 14   | 30        | Guatemaltekischer Bürgerkrieg |
| 28. Oktober 1981   | Sololá        | [ 16 ]            | EGP   | kommunistisch, marxistisch-leninistisch | Automatische Schusswaffe(n) | Stadt          | 24   | 0         | Guatemaltekischer Bürgerkrieg |
| 13. November 1981  | Quiché        | [ 17 ]            |       |                                         | Automatische Schusswaffe(n) | Bauer(n)       | 23   | 0         | Guatemaltekischer Bürgerkrieg |
| 01. Dezember 1981  | Chimaltenango | [ 18 ]            |       |                                         | Automatische Schusswaffe(n) | Militäreinheit | 70   | 0         | Guatemaltekischer Bürgerkrieg |
| 06. Dezember 1981  | Chimaltenango | [ 19 ]            |       |                                         | Automatische Schusswaffe(n) | Militäreinheit | 32   | 0         | Guatemaltekischer Bürgerkrieg |

## 1982
| Datum/Beginn       | Ort           | Artikel/Quelle(n) | Täter                      | Politische Ausrichtung                  | Mittel                                     | Ziel                 | Tote | Verletzte | Hintergrund                   |
| ------------------ | ------------- | ----------------- | -------------------------- | --------------------------------------- | ------------------------------------------ | -------------------- | ---- | --------- | ----------------------------- |
| 10. Januar 1982    | San Marcos    | [ 20 ]            | vermutlich Todesschwadrone |                                         | Automatische Schusswaffe(n)                | Bauern               | 38   | 0         | Guatemaltekischer Bürgerkrieg |
| 11. Januar 1982    | Quiché        | [ 21 ]            | vermutlich EGP             | kommunistisch, marxistisch-leninistisch | Automatische Schusswaffe(n)                | Militäreinheit       | 24   | 0         | Guatemaltekischer Bürgerkrieg |
| 13. Januar 1982    | Quiché        | [ 22 ]            |                            |                                         | Automatische Schusswaffe(n)                | Militärpatrouille    | 42   | 0         | Guatemaltekischer Bürgerkrieg |
| 17. Januar 1982    | Chimaltenango | [ 23 ]            | vermutlich EGP             | kommunistisch, marxistisch-leninistisch | Automatische Schusswaffe(n)                | Militäreinheit       | 23   | 0         | Guatemaltekischer Bürgerkrieg |
| 17. Januar 1982    | Quiché        | [ 24 ]            | vermutlich EGP             | kommunistisch, marxistisch-leninistisch | Automatische Schusswaffe(n)                | Militäreinheit       | 24   | 0         | Guatemaltekischer Bürgerkrieg |
| 16. Februar 1982   | Quiché        | [ 25 ]            | vermutlich EGP             | kommunistisch, marxistisch-leninistisch | Machete(n)                                 | Bauern               | 51   | 0         | Guatemaltekischer Bürgerkrieg |
| 10. März 1982      | Alta Verapaz  | [ 26 ]            |                            |                                         |                                            |                      | 26   | 0         | Guatemaltekischer Bürgerkrieg |
| 16. April 1982     | Sololá        | [ 27 ]            |                            |                                         | Automatische Schusswaffe(n), Brandstiftung | Dorf                 | 30   | 0         | Guatemaltekischer Bürgerkrieg |
| 17. April 1982     | Sololá        | [ 28 ]            |                            |                                         | Automatische Schusswaffe(n)                | Militäreinheit       | 30   | 0         | Guatemaltekischer Bürgerkrieg |
| 27. April 1982     | Chimaltenango | [ 29 ]            |                            |                                         | Automatische Schusswaffe(n)                | Bauern               | 20   | 0         | Guatemaltekischer Bürgerkrieg |
| 11. Mai 1982       | Alta Verapaz  | [ 30 ]            | EGP                        | kommunistisch, marxistisch-leninistisch | Automatische Schusswaffe(n)                |                      | 20   | 0         | Guatemaltekischer Bürgerkrieg |
| 19. Mai 1982       | Quiché        | [ 31 ]            |                            |                                         | Automatische Schusswaffe(n)                | Milizionäre (Bauern) | 26   | 0         | Guatemaltekischer Bürgerkrieg |
| 20. Mai 1982       | Quiché        | [ 32 ]            |                            |                                         | Automatische Schusswaffe(n)                | Militäreinheit       | 30   | 0         | Guatemaltekischer Bürgerkrieg |
| 08. Juni 1982      | Alta Verapaz  | [ 33 ]            |                            |                                         | Automatische Schusswaffe(n)                | Bauern               | 23   | 0         | Guatemaltekischer Bürgerkrieg |
| 14. Juni 1982      | Quiché        | [ 34 ]            |                            |                                         | Automatische Schusswaffe(n)                | Bauern               | 100  | 35        | Guatemaltekischer Bürgerkrieg |
| 05. Juli 1982      | Quiché        | [ 35 ]            |                            |                                         | Automatische Schusswaffe(n)                | Militäreinheit       | 39   | 0         | Guatemaltekischer Bürgerkrieg |
| 17. Juli 1982      | Chimaltenango | [ 36 ]            |                            |                                         | Automatische Schusswaffe(n)                | Dorf, Bauern         | 42   | 0         | Guatemaltekischer Bürgerkrieg |
| 24. Juli 1982      | Baja Verapaz  | [ 37 ]            |                            |                                         | Automatische Schusswaffe(n)                | Militäreinheit       | 41   | 0         | Guatemaltekischer Bürgerkrieg |
| 28. Juli 1982      | Huehuetenango | [ 38 ]            |                            |                                         | Automatische Schusswaffe(n)                | Bauern               | 22   | 0         | Guatemaltekischer Bürgerkrieg |
| 16. August 1982    | Chimaltenango | [ 39 ]            |                            |                                         | Automatische Schusswaffe(n)                | Militäreinheit       | 22   | 0         | Guatemaltekischer Bürgerkrieg |
| 29. September 1982 | Chimaltenango | [ 40 ]            |                            |                                         | Automatische Schusswaffe(n)                | Militäreinheit       | 27   |           | Guatemaltekischer Bürgerkrieg |

## 1983
| Datum/Beginn       | Ort         | Artikel/Quelle(n) | Täter | Politische Ausrichtung   | Mittel                                             | Ziel           | Tote | Verletzte | Hintergrund                   |
| ------------------ | ----------- | ----------------- | ----- | ------------------------ | -------------------------------------------------- | -------------- | ---- | --------- | ----------------------------- |
| 08. Februar 1983   | Quiché      | [ 41 ]            |       |                          | Automatische Schusswaffe(n)                        | Militäreinheit | 25   | 0         | Guatemaltekischer Bürgerkrieg |
| 27. Juni 1983      | Quiché      | [ 42 ]            | FAR   | marxistisch-leninistisch | Automatische Schusswaffe(n)                        | Militäreinheit | 24   | 0         | Guatemaltekischer Bürgerkrieg |
| 09. September 1983 | Quiché      | [ 43 ]            |       |                          | Automatische Schusswaffe(n)                        | Militäreinheit | 28   | 0         | Guatemaltekischer Bürgerkrieg |
| 03. Oktober 1983   | Quiché      | [ 44 ]            |       |                          | Automatische Schusswaffe(n)                        | Militäreinheit | 23   | 0         | Guatemaltekischer Bürgerkrieg |
| 15. Oktober 1983   | Quiché      | [ 45 ]            |       |                          | Automatische Schusswaffe(n)                        | Militäreinheit | 50   | 0         | Guatemaltekischer Bürgerkrieg |
| 12. Dezember 1983  | San Marcos  | [ 46 ]            |       |                          | Landmine                                           | Militäreinheit | 0    | 40        | Guatemaltekischer Bürgerkrieg |
| 13. Dezember 1983  | La Libertad | [ 47 ]            | FAR   | marxistisch-leninistisch | Automatische Schusswaffe(n), Sprengsätze, Landmine | Militäreinheit | 30   | 14        | Guatemaltekischer Bürgerkrieg |

## 1987
| Datum/Beginn    | Ort        | Artikel/Quelle(n) | Täter | Politische Ausrichtung | Mittel                      | Ziel           | Tote | Verletzte | Hintergrund                   |
| --------------- | ---------- | ----------------- | ----- | ---------------------- | --------------------------- | -------------- | ---- | --------- | ----------------------------- |
| 15. August 1987 | San Marcos | [ 48 ]            |       |                        | Automatische Schusswaffe(n) | Militäreinheit | 100  | 0         | Guatemaltekischer Bürgerkrieg |

## 1988
| Datum/Beginn      | Ort           | Artikel/Quelle(n) | Täter | Politische Ausrichtung                  | Mittel                              | Ziel              | Tote | Verletzte | Hintergrund                   |
| ----------------- | ------------- | ----------------- | ----- | --------------------------------------- | ----------------------------------- | ----------------- | ---- | --------- | ----------------------------- |
| 21. November 1988 | Quiché        | [ 49 ]            | EGP   | kommunistisch, marxistisch-leninistisch |                                     | Militärposten     | 0    | 20        | Guatemaltekischer Bürgerkrieg |
| 25. November 1988 | Chimaltenango | [ 50 ]            | URNG  | kommunistisch, marxistisch-leninistisch | Automatische Schusswaffe(n), Mörser | Militärstützpunkt | 37   | 0         | Guatemaltekischer Bürgerkrieg |
| 24. November 1988 | Chimaltenango | [ 51 ]            | ORPA  |                                         | Automatische Schusswaffe(n)         | Bauern            | 22   | 0         | Guatemaltekischer Bürgerkrieg |

## 1989
| Datum/Beginn     | Ort        | Artikel/Quelle(n) | Täter           | Politische Ausrichtung | Mittel          | Ziel     | Tote | Verletzte | Hintergrund                   |
| ---------------- | ---------- | ----------------- | --------------- | ---------------------- | --------------- | -------- | ---- | --------- | ----------------------------- |
| 10. Februar 1989 | San Marcos | [ 52 ]            | vermutlich ORPA |                        | Splittergranate | Garnison | 0    | 25        | Guatemaltekischer Bürgerkrieg |

## 1992
| Datum/Beginn   | Ort             | Artikel/Quelle(n) | Täter | Politische Ausrichtung | Mittel      | Ziel | Tote | Verletzte | Hintergrund                   |
| -------------- | --------------- | ----------------- | ----- | ---------------------- | ----------- | ---- | ---- | --------- | ----------------------------- |
| 29. April 1992 | Guatemala-Stadt | [ 53 ]            |       |                        | Sprengstoff | Bank | 0    | 34        | Guatemaltekischer Bürgerkrieg |